# Giovanna Tortora
Giovanna Tortora (ur. 6 kwietnia 1965) – włoska judoczka. Dwukrotna olimpijka. Zajęła dziewiąte miejsce w Barcelonie 1992 i Atlancie 1996.
Brązowa medalistka mistrzostw świata w 1993. Brała udział w zawodach w 1991 i 1995. Startowała w Pucharze Świata w latach 1989–1992, 1995, 1996. Zdobyła cztery medale na mistrzostwach Europy w latach 1990 – 1996. Wygrała akademickie MŚ w 1988 roku.

## Letnie Igrzyska Olimpijskie 1992
| Konkurencja | Eliminacje            | Eliminacje           | Repasaże              | Klas. końcowa |
| Konkurencja | Przeciwnik I          | Przeciwnik II        | Przeciwnik I          | Miejsce       |
| ----------- | --------------------- | -------------------- | --------------------- | ------------- |
| 48 kg       | Kerstin Emich (GER) Z | Cécile Nowak (FRA) P | Hülya Şenyurt (TUR) P | 9.            |

## Letnie Igrzyska Olimpijskie 1996
| Konkurencja | Eliminacje           | Eliminacje             | Eliminacje           | Repasaże                 | Klas. końcowa |
| Konkurencja | Przeciwnik I         | Przeciwnik II          | Przeciwnik III       | Przeciwnik I             | Miejsce       |
| ----------- | -------------------- | ---------------------- | -------------------- | ------------------------ | ------------- |
| 48 kg       | Andréa Berti (BRA) Z | Galina Ataýewa (TKM) Z | Ryōko Tamura (JPN) P | Tatjana Moskwina (BLR) P | 9.            |